# Ловці губок
«Ловці губок» (рос. «Ловцы губок») — радянський художній фільм-драма 1960 року, знятий режисером Маносом Захаріасом на кіностудії «Мосфільм».

## Сюжет
Фільм розповідає про трагічну долю юнака Ніколоса, який зайнявся промислом морських губок, щоб домогтися руки красуні Леньє. Ця робота робить його калікою, а одруження на коханій не приносить щастя.

## У ролях
- Юрій Васильєв — Ніколос Стангас
- Неллі Корнієнко — Леньє
- Отар Коберідзе — Петріс, грецький рибалка
- Георгій Чорноволенко — дядько Анестіс
- Михайло Глузський — капітан Алімонос
- Павло Павленко — Бабуріс
- Сотірос Белевендіс — Менелас
- Володимир Ферапонтов — Дзеремес
- Аркадій Кисляков — дядько Янгос
- Георгій Бударов — капітан Дедусіс
- Олександр Чесноков — Кавуріно (озвучила: Марія Виноградова)
- Х. Пападімуліс — епізод
- Х. Смарагдас — епізод
- Борис Свєтлов — епізод
- Овсій Ронський — господар кафе

## Знімальна група
- Режисер — Манос Захаріас
- Сценарист — Георгіс Севастікоглу
- Оператор — Гавриїл Єгіазаров
- Композитор — Едгар Оганесян
- Художник — Абрам Фрейдін